# Jacques Lacassin
 (mai 2023).
 (mai 2023).
La mise en forme du texte ne suit pas les recommandations de Wikipédia : il faut le « wikifier ».
Les points d'amélioration suivants sont les cas les plus fréquents. Le détail des points à revoir est peut-être précisé sur la page de discussion.
- Les titres sont pré-formatés par le logiciel. Ils ne sont ni en capitales, ni en gras.
- Le texte ne doit pas être écrit en capitales (les noms de famille non plus), ni en gras, ni en italique, ni en « petit »…
- Le gras n'est utilisé que pour surligner le titre de l'article dans l'introduction, une seule fois.
- L'italique est rarement utilisé : mots en langue étrangère, titres d'œuvres, noms de bateaux, etc.
- Les citations ne sont pas en italique mais en corps de texte normal. Elles sont entourées par des guillemets français : « et ».
- Les listes à puces sont à éviter, des paragraphes rédigés étant largement préférés. Les tableaux sont à réserver à la présentation de données structurées (résultats, etc.).
- Les appels de note de bas de page (petits chiffres en exposant, introduits par l'outil «  Source ») sont à placer entre la fin de phrase et le point final[comme ça].
- Les liens internes (vers d'autres articles de Wikipédia) sont à choisir avec parcimonie. Créez des liens vers des articles approfondissant le sujet. Les termes génériques sans rapport avec le sujet sont à éviter, ainsi que les répétitions de liens vers un même terme.
- Les liens externes sont à placer uniquement dans une section « Liens externes », à la fin de l'article. Ces liens sont à choisir avec parcimonie suivant les règles définies. Si un lien sert de source à l'article, son insertion dans le texte est à faire par les notes de bas de page.
- La présentation des références doit suivre les conventions bibliographiques. Il est recommandé d'utiliser les modèles {{Ouvrage}}, {{Chapitre}}, {{Article}}, {{Lien web}} et/ou {{Bibliographie}}. Le mode d'édition visuel peut mettre en forme automatiquement les références.
- Insérer une infobox (cadre d'informations à droite) n'est pas obligatoire pour parachever la mise en page.

Pour une aide détaillée, merci de consulter Aide:Wikification.
Si vous pensez que ces points ont été résolus, vous pouvez retirer ce bandeau et améliorer la mise en forme d'un autre article.
Jacques Lacassin est un architecte français né à Toulouse le 6 septembre 1847 où il est mort en avril 1926. Il fut second au Prix de Rome en 1872 et inspecteur des travaux diocésains en Haute Garonne.

## Biographie
Il est le fils de Marie Mondous et de Louis Lacassin, ébéniste.
Jacques Lacassin intègre l’École des Beaux-Arts et des sciences industrielles de Toulouse et gagne le Grand Prix Municipal d’Architecture en 1868. Par la suite, ce dernier intégrera les Beaux-Arts de Paris et sera élève de l’architecte Louis-Jules André, lui-même anciennement élève d’Henri Labrouste. Jacques Lacassin y étudie notamment aux côtés de Victor Laloux. Il entre en deuxième classe à la fin de l'année 1869 et y reste jusqu’en 1872, après que ses études aient momentanément été mises en pause par la guerre. Il est logiste au Grand Prix de Rome en 1872 où il termine second.
En 1873, ce dernier retourne à Toulouse, s’installe 5 rue Peyras et commence à exercer en tant qu’architecte. Il réalisera son premier projet de maison « cour » et villa rue d'Alsace Lorraine pour Monsieur Arzac. Par la suite et ce jusqu’en 1894, il réalise un grand nombre de maisons et d'immeubles. En septembre 1894, il participe au projet de prolongement de la rue de Metz, en association avec Bernard Deffès, où il construit plusieurs immeubles. Il devient inspecteur des travaux diocésains la même année et le reste jusqu’en 1920. Il devient, par ailleurs, président de la société régionale des architectes du Midi en 1906. Il est également membre de l’Union Artistique de Toulouse.

### Vie privée
Il épouse Marie Gaillard, qui décède à Paris le 5 janvier 1929. Leur fille Elisabeth épouse l’architecte Joseph Gilet, né en 1876 et décédé en 1943. Ensemble, ils auront un fils, Jean-Louis Gilet, lui aussi architecte. Ces deux derniers s’associeront en 1932 et Jean-Louis Gilet succèdera à son père par la suite.

## Architecture

### Courant architectural
Jacques Lacassin est éclectique par la variété des styles architectural employés. On retrouve un style « régionaliste » lors de son travail pour le diocèse, au travers de l'église de Caubiac, ou, l’église de Mirepoix-sur-Tarn s’apparentant au néogothique.
Dans l’architecture publique civile, il est très sobre, comme pour l'école de Vignaux, peut-être inspirée du rationalisme.
Pour l’architecture privée, Lacassin a un goût prononcé pour le néo-renaissance italien, le classicisme français, le néo-manierisme, voire le néo-baroque en fin de siècle. Les décors sculptés sont très ornés, et il usa de jeux de polychromie brique-pierre. Lors des commandes « d'hôtel », en réalité plus proche d’immeuble haussmannien, on ne recèle aucune particularité stylistique propre.

### Réalisations architecturales (à Toulouse, sauf mention contraire)

#### 1874
- la maison Landou, rue Saint-Michel ;
- le chalet Maybois ;
- Monuments funéraires.

#### 1875
- l’Hôtel Arzac à l’angle de la rue du Musée (aujourd’hui rue Antoine Mercier) et Alsace Lorraine[7] ;
- l’Hôtel Gresse au 21 rue du Taur ;
- la maison d’école de Palaminy ;
- la maison Sartou ;
- la maison Mascarin ;
- restaure la maison Armengaud, rue des Prêtres.

#### 1876
- la maison Lannes, rue de la République ;
- restaure une autre maison Lannes, allées de Garonne.

#### 1877
- la maison Rigoni, boulevard Riquet.

#### 1878
- la maison Dupac ;
- le magasin de la Paix ;
- l'entrepôt de pétrole Desmarais ;
- transforme un ancien couvent en maison d’habitation ;
- restaure l’immeuble Poumayrac.

#### 1879
- la restauration de l’église de Merville[8] ;
- le pavillon pour l’exposition Chanat ;
- l'entrepôt de pétrole Desmarais de Narbonne ;
- la maison de campagne Gresse.

#### 1880
- l’immeuble Fraisse, 6 rue Baronie ;
- l’entrepôt de pétrole Deutch.

#### 1881-1882
- la maison d’école de Merville[9] ;
- la maison Amiaud, rue des Couteliers ;
- l’église d’Aureins ;
- l’Hôtel Ganzy sur le Boulevard Carnot ;
- le café Bibent ;
- l’immeuble Haglois/Grillon, rue Lafayette ;
- le château Laurens à Rouffiac ;
- la maison Lambraie, rue Raymond IV ;
- l’Hôtel Louis Feuga ;
- l’Hôtel Cazaux qui deviendra l’Hôtel de la Poste ;
- l’Hôtel Daguilhon-Pujol ;
- l’Hôtel Gaillard ;
- l’immeuble Feuga-Dupuy, à l’angle de la rue Alsace-Lorraine et de la Poste ;
- l’Hôtel Bonnet, rue Saint-Etienne ;
- le château de Mme. Rigac ;
- le château de M. Garipuy ;
- l’Hôtel/Brasserie Haffner ;
- l’Hôtel Labit, rue Bayard ;
- l’Hôtel Lacroix, rue Bayard ;
- le château de Mme. Sabatier, à Sédeilhac ;
- la maison d’école de Saint Alban ;
- la maison d’école de Vignaux ;
- le clocher de Vignaux ;
- le presbytère de Rouffiac ;
- le rendez-vous de chasse Sens, à Puysségur ;
- la maison/café Fournier, à Castres ;
- restaure la maison Lannes ;
- restaure l’immeuble Saint-Laure ;
- restaure le château de Seysses ;
- restaure l’église de Rouffiac.

#### 1883
- restaure l’église de Cornebarrieu ;
- la façade de la mairie de Villefranche-de-Lauragais.

#### 1885
- travaux à l'école de Rouffiac-Tolosan, (achevés en 1901).

#### 1889
- le presbytère de Rouffiac ;
- l’abattoir de Villefranche-de-Lauragais.

#### 1894
- agrandit le cimetière de Rouffiac.

#### 1898
- agrandit le cimetière de Préserville.

#### 1899
- restaure l’église de Bourg-Saint-Bernard.

#### 1900
- reconstruit l’église de Caubiac.

#### 1902
- restaure l’église de Rouffiac ;
- restaure l’église de Gaillac-Toulza.

#### 1903
- restaure l’église de Arbas ;
- le clocher de Vignaux ;
- travaux à l’école et à la mairie de Préserville (achevés en 1907).

#### 1904
- le presbytère de Carbonne ;
- fait des travaux au presbytère de Préserville.

#### 1907
- l’église de Mirepoix-sur-Tarn.